# Hanakapiai Beach

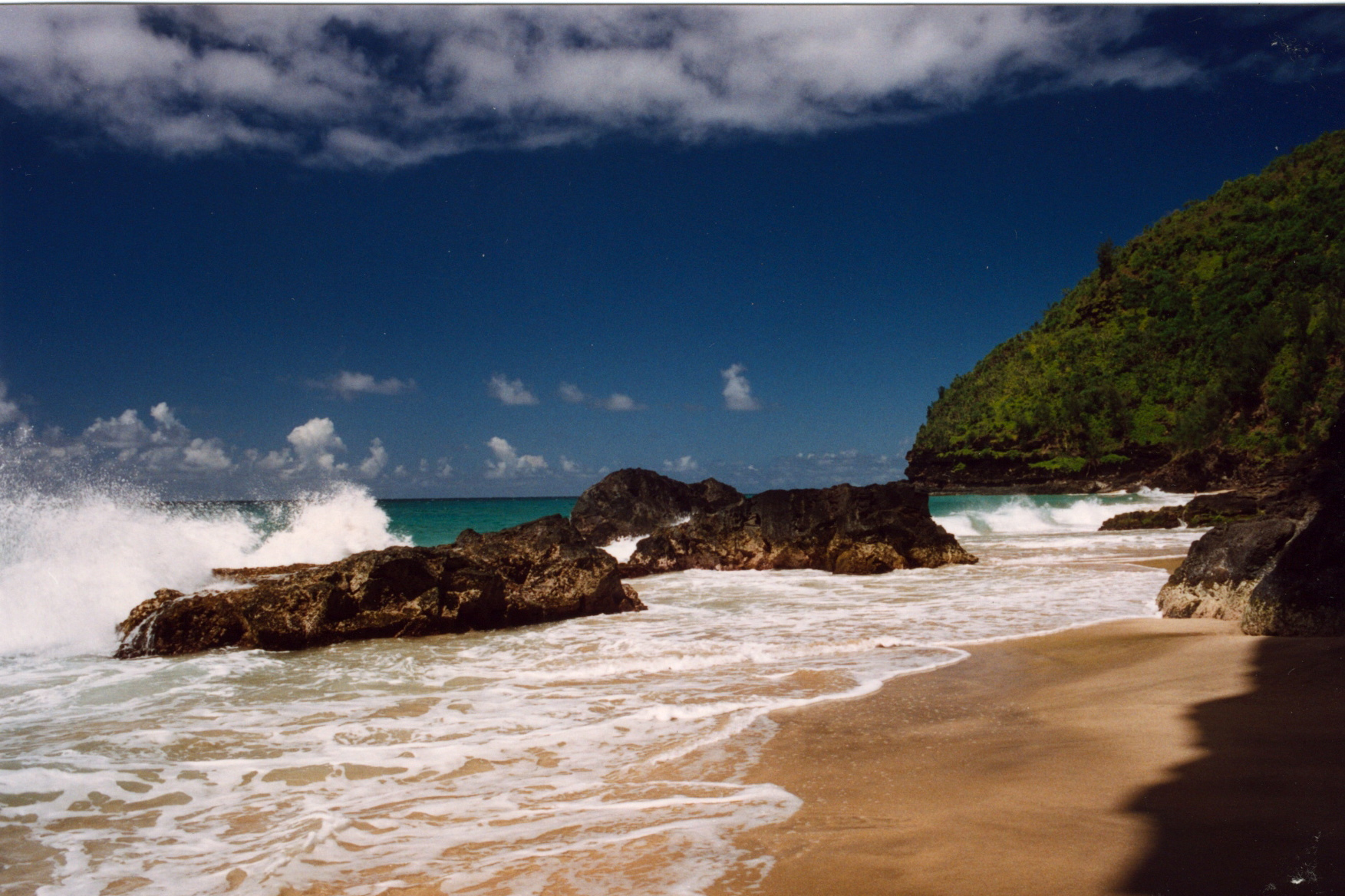
Hanakapiai Beach nel 1995

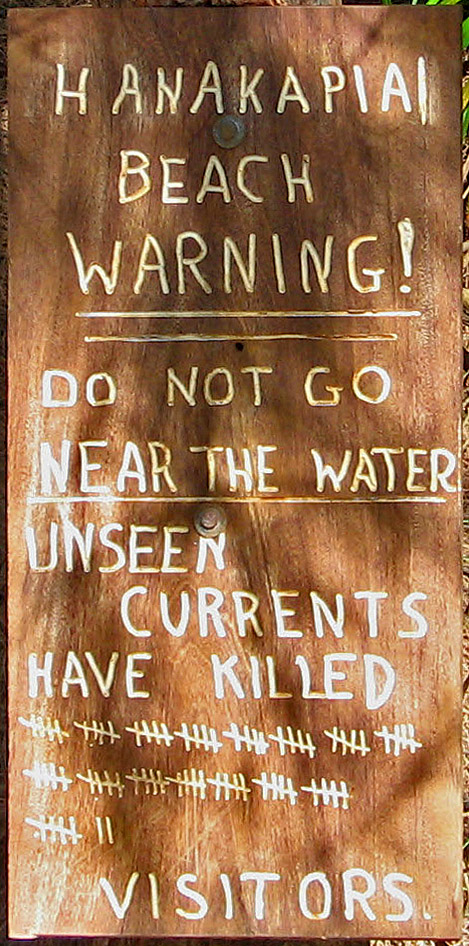
Cartello di avviso sul sentiero per Hanakapiai Beach. Le tacche conteggiano le vittime da annegamento

Hanakāpīʻai Beach è una spiaggia delle isole Hawaii situata sulla Na Pali Coast dell'isola di Kauai. La spiaggia si trova in una località remota, senza strade di accesso, a circa 2 miglia (3,2 km) da Ke'e Beach, punto di partenza del Kalalau Trail, un percorso escursionistico molto conosciuto. Durante i mesi estivi, la striscia sabbiosa di Hanakapiai Beach è ben visibile, mentre durante i mesi invernali, moti ondosi particolarmente potenti ed alte maree la lavano via.
Hanakapiai Beach è una popolare attrazione turistica ma, come molte altre spiagge della Na Pali Coast, forti correnti di risacca ed alti cavalloni che si infrangono a terra, oltre agli altri aspetti delle condizioni oceaniche, rendono questa spiaggia estremamente pericolosa. La Na Pali Coast è particolarmente insidiosa perché non ci sono grandi barriere per ostacolare le forti correnti oceaniche.
La geografia di Kauai rende le condizioni di Hanakapiai Beach ancora più pericolose; nel caso in cui una persona venisse trascinata da una corrente di risacca (o comunque spazzata in mare) dovrebbe percorrere circa sei miglia per raggiungere la riva sicura più vicina. 
Le correnti nella zona sono così potenti che i corpi di almeno 15 vittime da annegamento devono ancora essere recuperati. Secondo la stampa locale, dal 1970 al 2010 sono circa 30 le vittime note per essere annegate in questa zona. I turisti spesso alludono ad un cartello di pericolo, dove numerose tacche segnano le vittime da annegamento. Non si tratterebbe di un avviso ufficiale ma di una macabra attrazione turistica.